# كليف غرانجر
ولد كليف جرانجر في سوانسيا في إمارة ويلز في 4 سبتمبر 1934. التحق في المدارس الثانوية وفي نهاية السنة الأولى أي تحول إلى الرياضيات وقد حصل فيها علي الدكتوراه من جامعة لندن وقد اعتقد أن أكثر الاقتصاد الجزئي بين النظرية يمكن أن يكون أفضل من عمل اختبار حقيقي بدلاً من تجارب العالم معتبرا أن هذا النهج هو مستحيل. حول هذا الوقت اعتقد أنه ينبغي له محاولة إيجاد خط جديد من البحث. وفي 1968 جورج غويليم جنكينز أرسل له نسخة من كتاب «تحليل السلاسل الزمنية، التنبؤ والمراقبة»(صدر في عام 1970) وأدرك أنه لم يكن نعرف إلا القليل عن التنبؤ وشيئا. أي أن التنبؤ إمكانات كبيرة وطلب منحه للحصول على الدكتوراه لطالب هو نيوبولد وبول وقد نشرا «تنبؤات اقتصادية السلاسل الزمنية» وخلال هذه الفترة أجرى بول دراسة صغيرة في المحاكاة، في سلاسل زمنيه مستقلة ووضعها موضع المربعات الصغرى العادية عام 1975 وكانت هناك لجنة في واشنطن برئاسة آرنولد زيلنر تعمل بحث تنظيم مؤتمر التعديل الموسمي. روبرت انجل، ثم في جامعة ماساتشوستس، كان في نفس اللجنة، وأثناء خروج عما إذا كنت أعرف في أي مكان يبحثون عن السلسلة الزمنية قلت أننا كنا حتى زارها التي وافقت على البحث.
توفي في 27 مايو 2009.

## روابط خارجية
- كليف غرانجر على موقع الموسوعة البريطانية (الإنجليزية)
- كليف غرانجر على موقع مونزينجر (الألمانية)
- كليف غرانجر على موقع إن إن دي بي (الإنجليزية)